# Balinović
Balinović (em cirílico: Балиновић) é uma vila da Sérvia localizada no município de Valjevo, pertencente ao distrito de Kolubara. A sua população era de 155 habitantes segundo o censo de 2011.

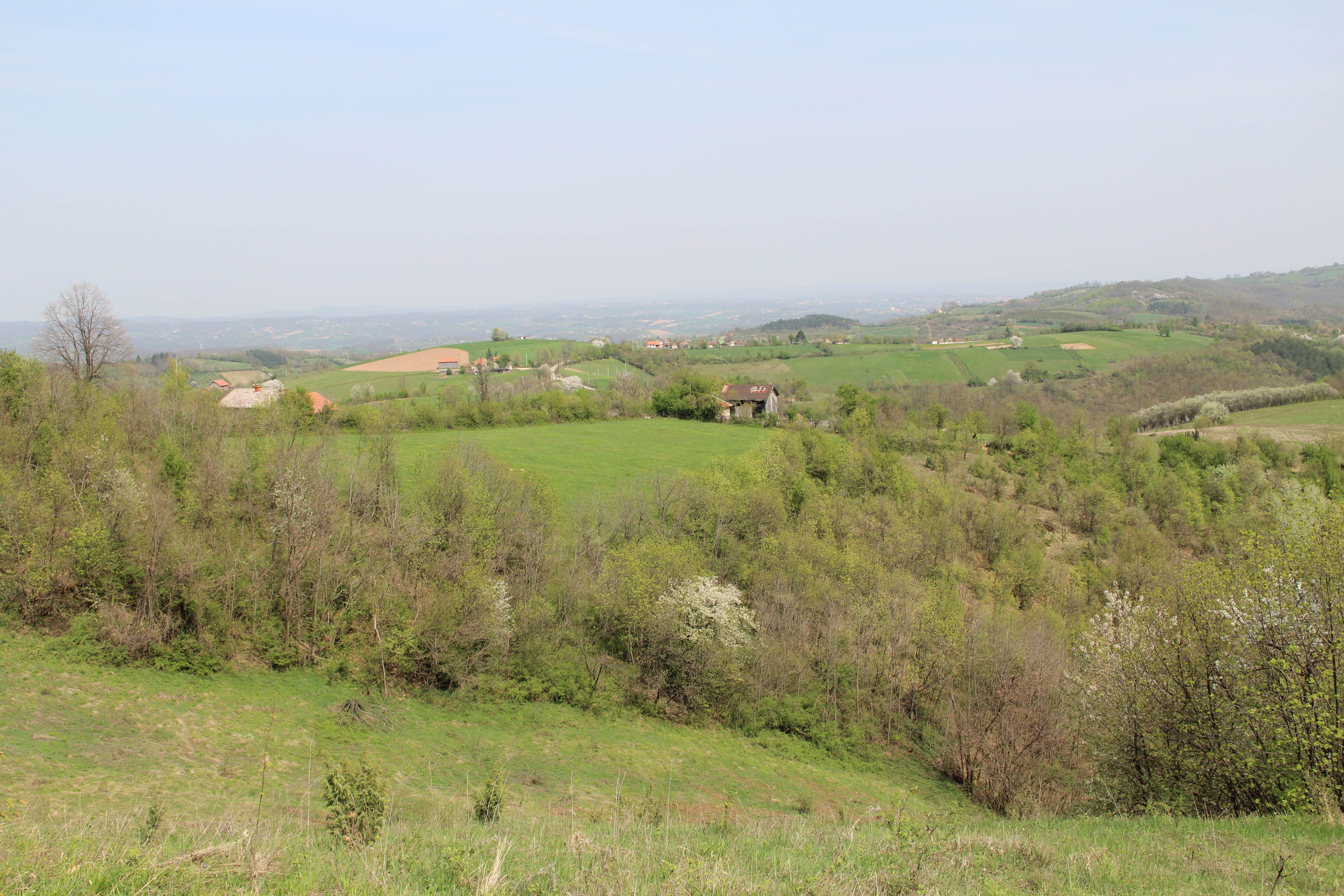
Balinović - panorama
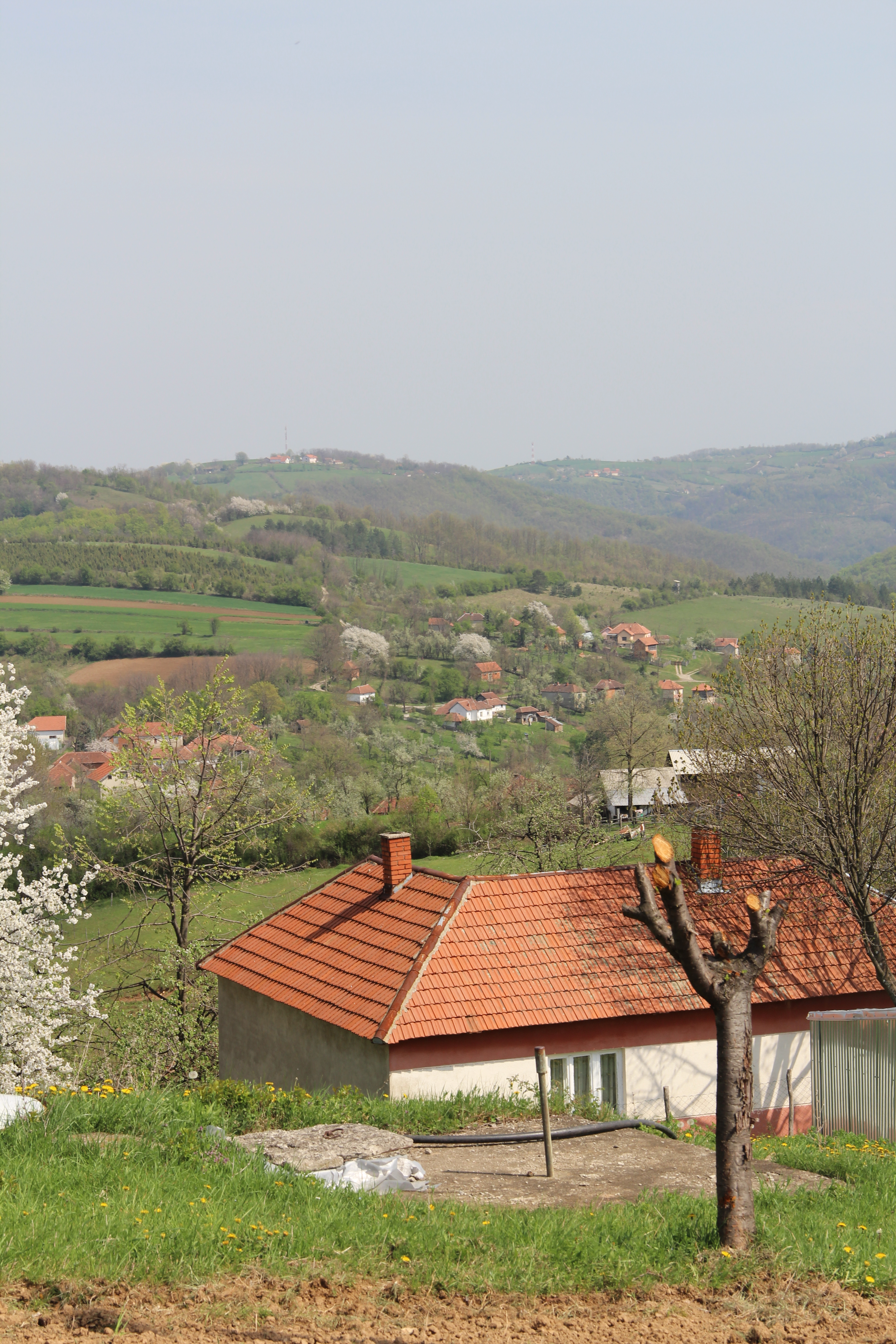
Balinović - panorama
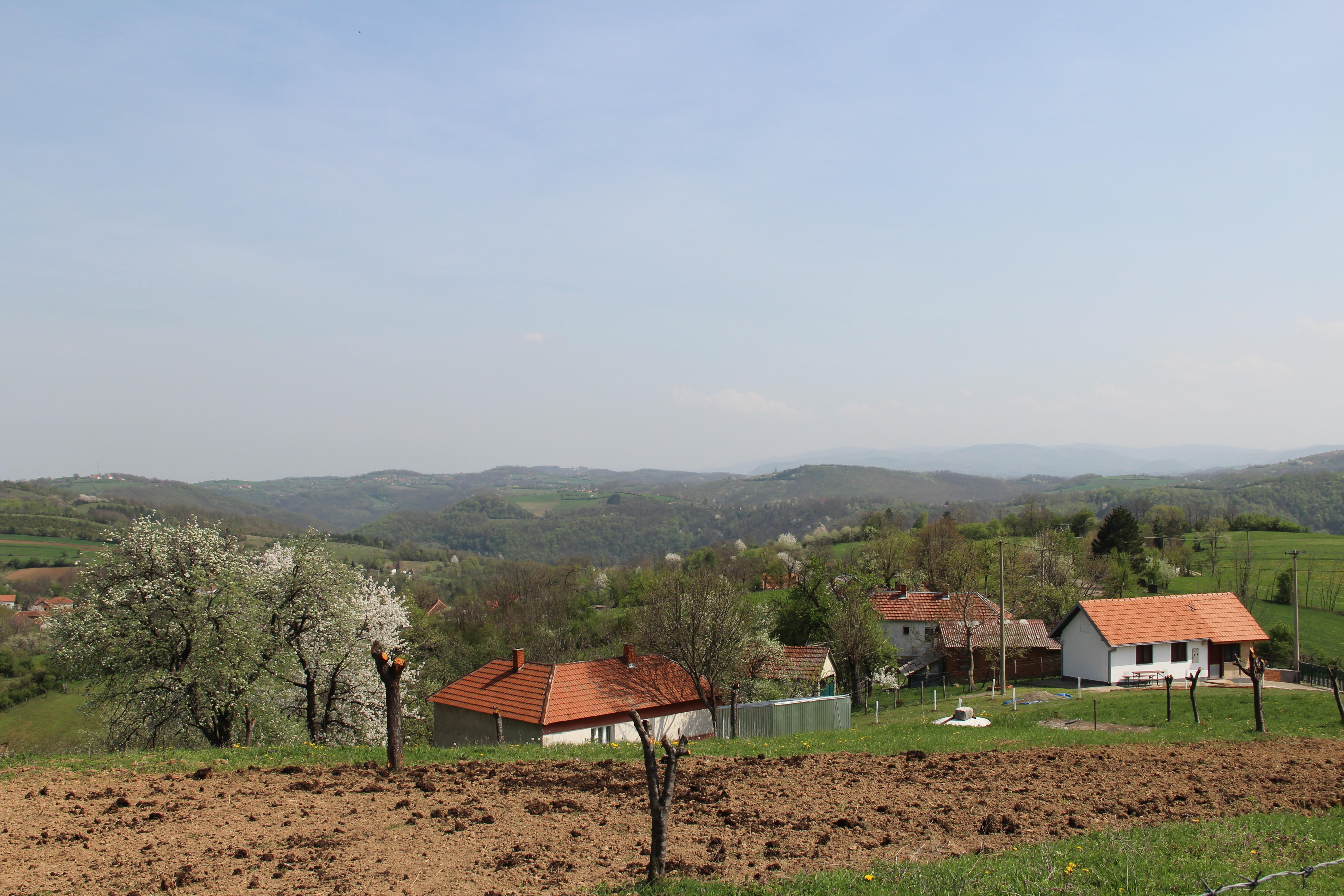
Balinović - panorama
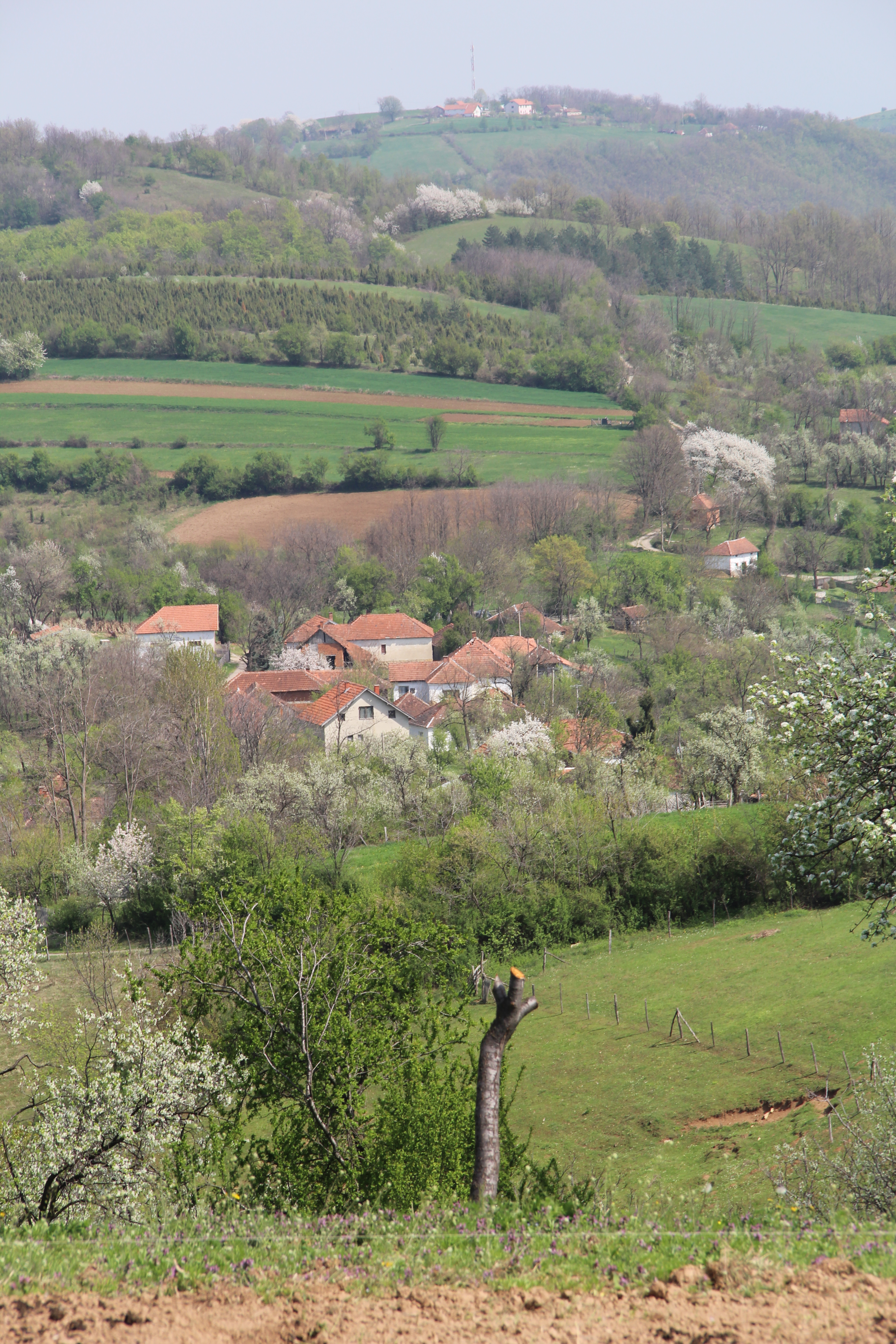
Balinović - panorama
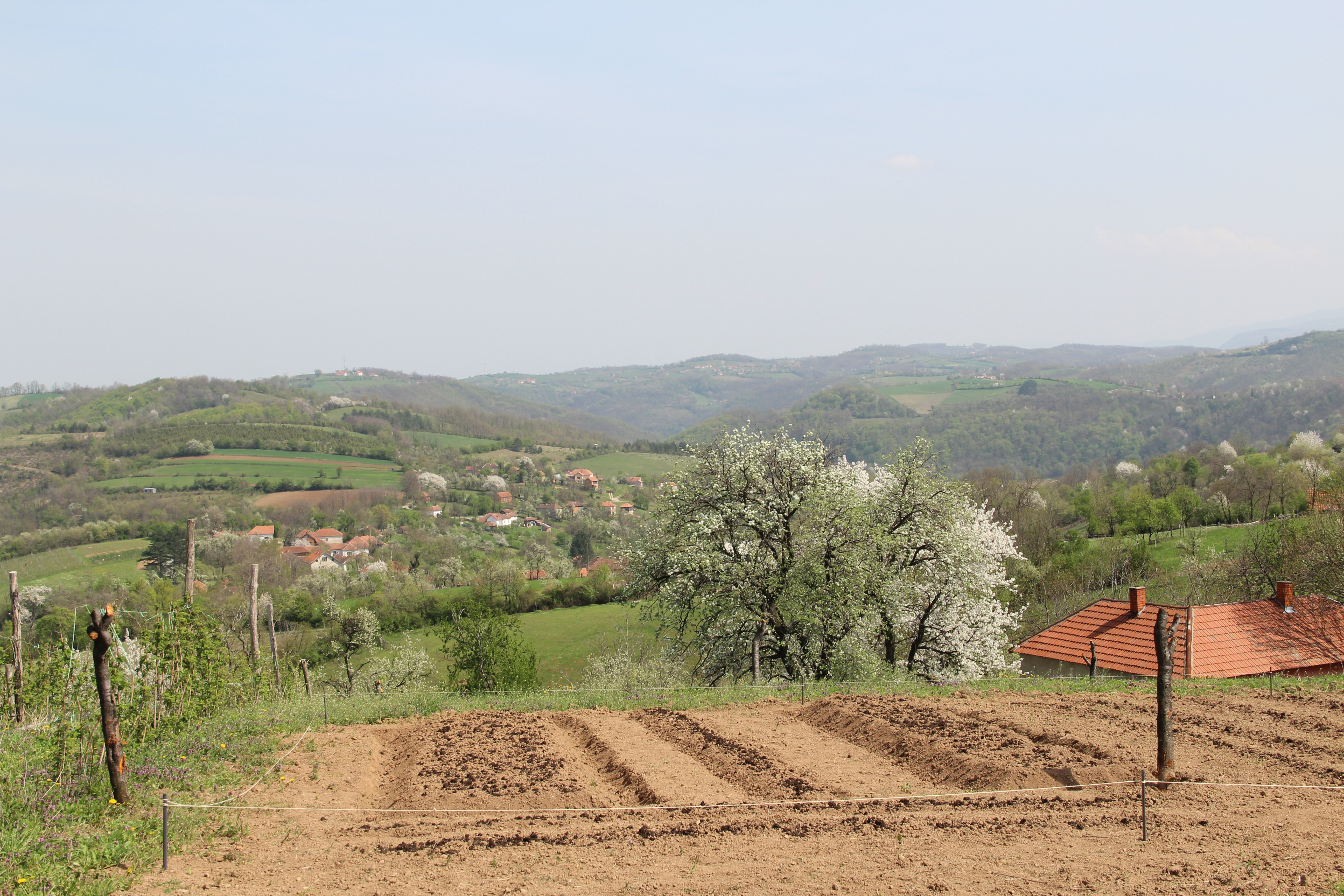
Balinović - panorama
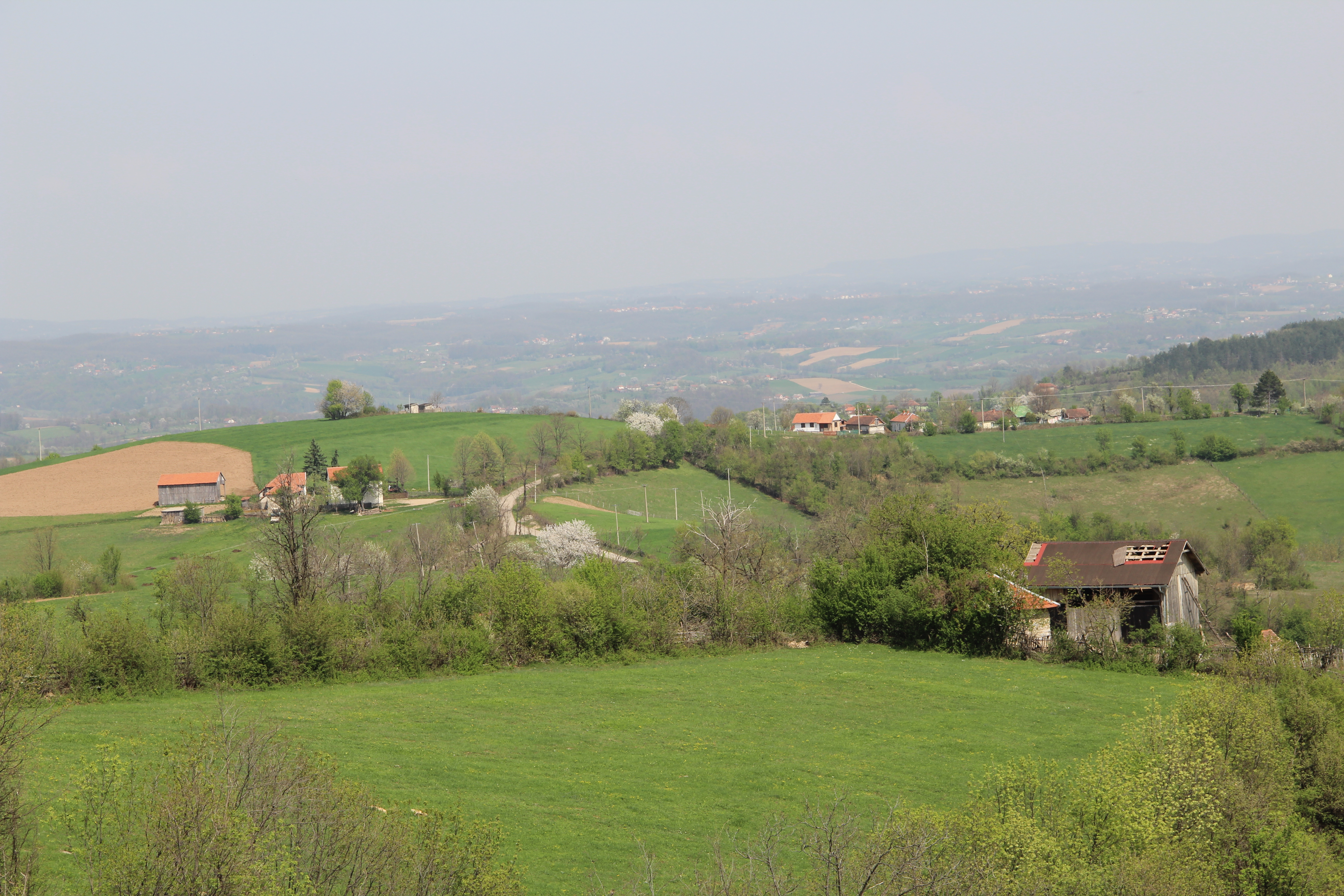
Balinović - panorama
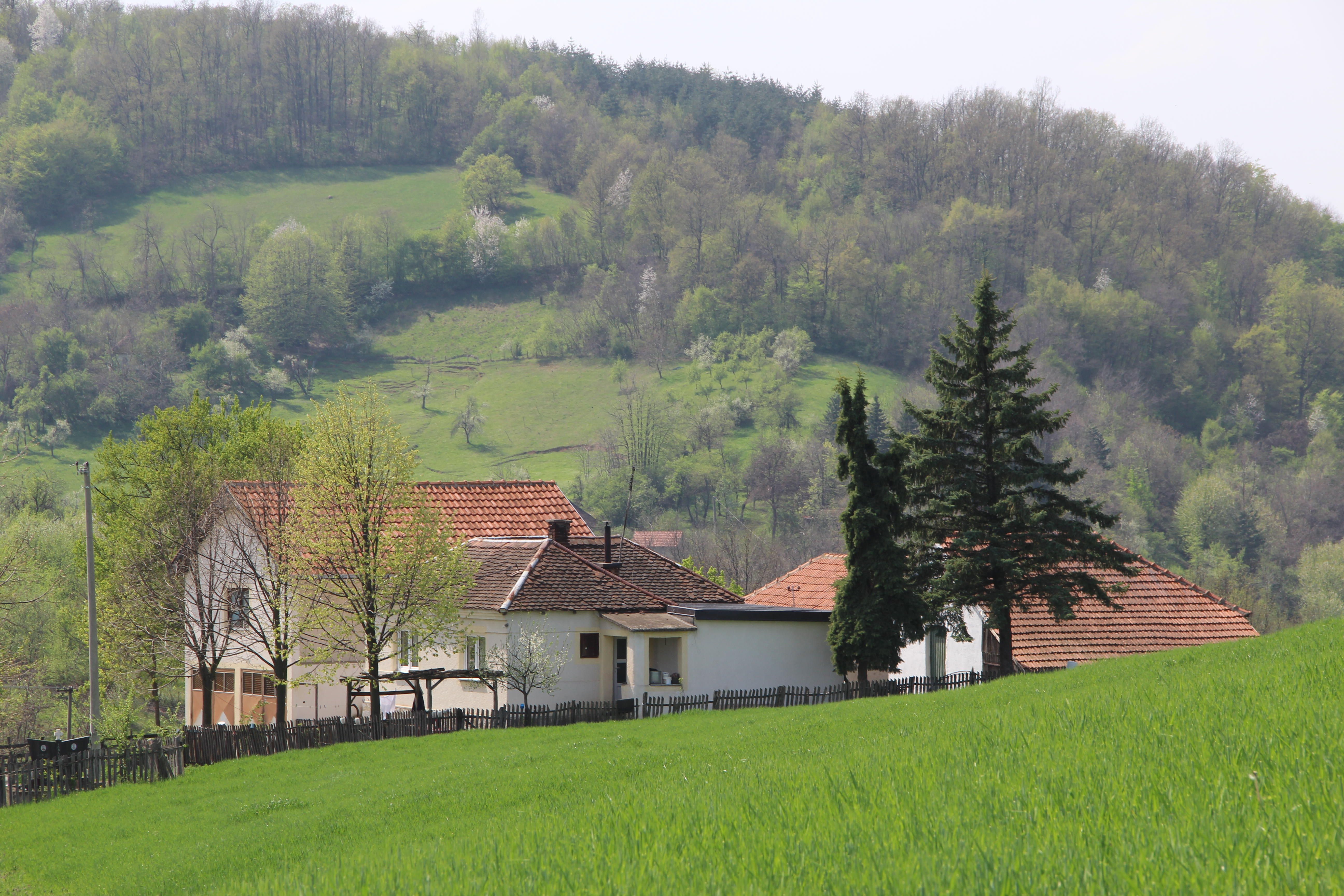
Balinović - panorama
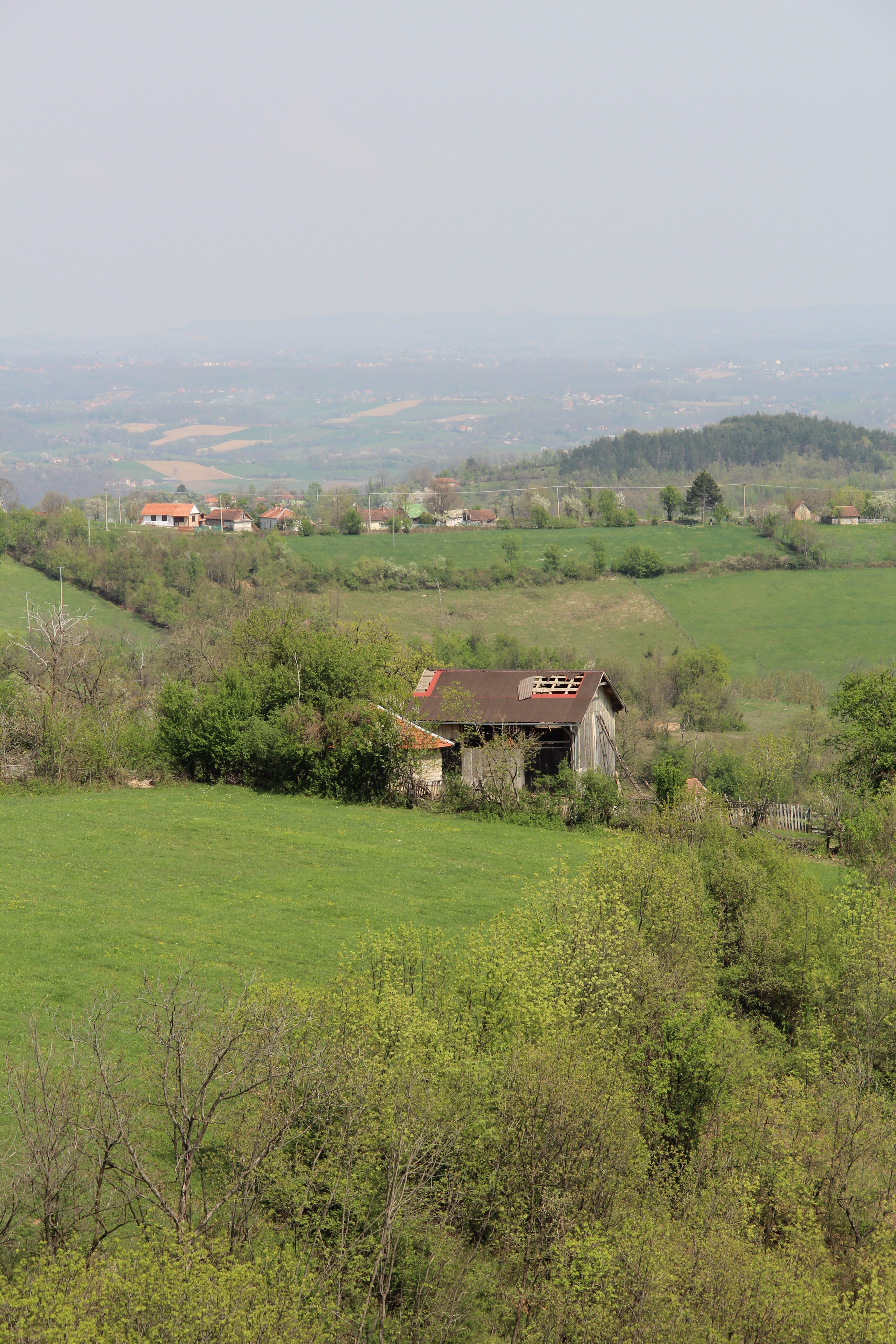
Balinović - panorama

## Demografia
| 1948 | 1953 | 1961 | 1971 | 1981 | 1991 | 2002 | 2011 |
| ---- | ---- | ---- | ---- | ---- | ---- | ---- | ---- |
| 400  | 397  | 366  | 302  | 241  | 212  | 160  | 155  |